# Motion Picture Association
Die Motion Picture Association (MPA) (bis 18. September 2019: Motion Picture Association of America (MPAA)) ist der Verband der großen US-amerikanischen Filmproduktionsgesellschaften. Sie sieht sich als Interessenvertretung der gesamten amerikanischen und weltweiten Film- und Fernsehindustrie und betreibt in deren Namen Lobbyismus.
Der Öffentlichkeit ist die Organisation hauptsächlich aufgrund der von ihr vergebenen Altersempfehlungen (Ratings) für Filme bekannt.

## Geschichte und Tätigkeiten
Die Organisation wurde 1922 unter dem Namen Motion Picture Producers and Distributors Association of America (MPPDA) von den Chefs der großen Hollywood-Filmstudios gegründet. Sie sollte als Interessenvertretung der Filmindustrie deren Image in der Gesellschaft aufwerten und dem damaligen Ruf nach einer staatlichen Zensur von Filmen entgegentreten. Gründungsmitglieder waren die Fox Film Corporation, Goldwyn Picture Corporation, Universal Pictures, Educational Films, First National, Famous Players, Metro Pictures und (Lewis J.) Selznick Pictures. Ihr Präsident William Harrison Hays, der zuvor Postminister im Kabinett des republikanischen Präsidenten Warren G. Harding gewesen war, versuchte einer staatlichen Einmischung zuvorzukommen, indem er ein System der Selbstzensur der Filmindustrie entwickelte, bekannt unter dem Namen Hays Code oder Production Code, das bis in die Zeit nach dem Zweiten Weltkrieg Bestand hatte. Auf Hays folgte im Jahr 1945 Eric Johnston als Präsident der MPPDA. Unter seiner Leitung erhielt die Organisation ihren heutigen Namen.
Mit dem moralischen Wandel der Gesellschaft in den 1960er Jahren wurde der Hays Code zunehmend unhaltbar, der die Aufführung „unmoralischer“ Filme untersagte. Er wurde daher zunächst modifiziert und schließlich unter der Leitung von Jack Valenti abgeschafft, der 1966 sein Amt antrat und bis 2004 Präsident der MPAA blieb. 1968 etablierte Valenti stattdessen das bis heute verwendete unten beschriebene System, das seither lediglich in Details geändert wurde. Es ist stark vom Gedanken der künstlerischen Freiheit und der Eigenverantwortung der Eltern für ihre Kinder geprägt, stellt also ein wesentlich weniger strenges System dar als der Hays Code.
Von 2004 bis 2010 leitete Dan Glickman die Organisation. Während seiner Amtszeit erlebte die Filmindustrie infolge technologischer Fortschritte im Bereich der Digitalisierung und des Internets große Veränderungen. Mit der Möglichkeit der illegalen Verbreitung von Filmmaterial über das Internet entstanden Einnahmeausfälle für die Filmindustrie, weshalb das hauptsächliche Aktionsfeld der MPAA neben der Vergabe von Film-Ratings heute der „Kampf“ gegen Urheberrechtsverletzungen ist. So tritt sie für strenge Gesetze zum Schutz von Urheberrechten ein und betreibt umfangreiche Informations- und Abschreckungskampagnen gegen Urheberrechtsverletzungen. Von 2011 bis 2017 war der ehemalige demokratische Senator Chris Dodd Präsident der MPAA, anschließend Charles H. Rivkin, ehemaliger Staatssekretär im US-Außenministerium.
20th Century Fox war bis zu seinem Verkauf an Disney Mitglied in der MPA, 2019 wurde Netflix aufgenommen.
Aktuell hat die MPA sechs Mitglieder, namentlich Walt Disney Motion Pictures Group, Netflix,  Paramount Pictures, Sony Pictures Entertainment, Universal Studios und Warner Bros. Entertainment.

## Altersempfehlungen
Die Bewertungen (Ratings) informieren minderjährige Zuschauer und ihre Erziehungsberechtigten über die Eignung von Filmen für bestimmte Altersgruppen. Die Bewertung beurteilt einen Film hingegen, anders als vor 1968 der Hays Code, nicht als gut oder schlecht beziehungsweise moralisch oder unmoralisch. Bei der Vergabe der Altersempfehlungen handelt es sich nicht um eine staatliche Maßnahme, sondern um eine freiwillige Selbstkontrolle der Filmindustrie, ähnlich der deutschen FSK. Anders als diese sind die Empfehlungen der MPA jedoch nicht rechtsverbindlich; eine den §§ 11 und 12 des deutschen Jugendschutzgesetzes vergleichbare gesetzliche Regelung besteht nicht. Dennoch haben sich alle großen und auch die meisten anderen Filmstudios dazu verpflichtet, ihre Filme vor der Veröffentlichung der MPA zur Bewertung vorzulegen. Der Verband der US-amerikanischen Kino-Betreiber hat sich zur Durchsetzung der Altersempfehlungen durch Ausweiskontrollen beim Einlass von Minderjährigen verpflichtet. Auch viele Händler und Filmverleihe beachten die Bewertungen der MPA.

### Bewertungsverfahren
Um zu gewährleisten, dass die Bewertung unabhängig von den Interessen der Filmproduzenten erfolgt, wird sie nicht von der MPA selbst vorgenommen, sondern von einer  Tochterorganisation namens Classification and Rating Administration (CARA), die sich durch Entgelte finanziert, die für die Bewertung der Filme erhoben werden. Dennoch tragen die Bewertungen stets das Logo der MPA. Die CARA bewertet nicht nur Filme der sechs Mitgliedsunternehmen der MPA, sondern alle bei ihr eingereichten Filme, also auch die ausländischen. Da die Einstufung eines Films nötig ist, damit dieser von der Mehrheit der amerikanischen Kinos gezeigt wird, reichen die meisten Filmstudios ihre Produktionen zur Bewertung ein.
Das Bewertungsverfahren beginnt mit dem Urteil eines Gremiums (Board), bestehend aus acht bis dreizehn Eltern. Diese Bewerter („Rater“) sind bei der CARA vollzeitbeschäftigt, dürfen zuvor nicht in der Filmindustrie gearbeitet haben und müssen mindestens ein Kind im Alter zwischen fünf und siebzehn Jahren haben. Dadurch soll gewährleistet werden, dass die Bewertung der Mehrheitsmeinung durchschnittlicher amerikanischer Eltern entspricht. Bewertungskriterien für die Altersempfehlung sind die im Film vorkommende  Ausdrucksweise, Sexualität, Gewalt, Drogenkonsum sowie weitere Faktoren, die nach Ansicht der Bewerter für durchschnittliche Eltern wichtig sind.
Das Bewertungsverfahren beginnt damit, dass sich jedes Mitglied des Boards den zu bewertenden Film alleine ansieht und auf einem Formular notiert, welche Bewertung nach seiner Meinung aus welchen Gründen angemessen ist. Anschließend wird gemeinsam diskutiert und schlussendlich, sofern keine Einigkeit besteht, über die Altersempfehlung abgestimmt. Ist das einreichende Filmstudio mit der Bewertung des Films nicht einverstanden, so kann es sich an ein Berufungsgremium (Appeals Board) wenden, welches die Bewertung überprüft. Dieses besteht nicht mehr aus Eltern, sondern aus Vertretern verschiedener Bereiche der Filmindustrie, darf die Bewertung allerdings nur abändern, sofern sie offensichtlich unsachlich ist. Von den jährlich etwa 900 durch die CARA vorgenommenen Filmbewertungen werden daher nur etwa zehn angefochten und davon wird nur in ca. drei Fällen die Bewertung geändert. Häufiger kommt es hingegen vor, dass Filmstudios einige beanstandete Szenen aus einem Film herausschneiden und ihn dann erneut zur Bewertung einreichen. Teilweise fragen Filmproduzenten auch bereits während der Produktion bei Mitgliedern des Bewertungskomitees an, ob eine bestimmte Szene noch für ein bestimmtes Rating geeignet sei.

### Bewertungskategorien
G (General Audiences – All Ages Admitted):

Ein mit G bewerteter Film enthält keinerlei für Kinder ungeeignete Inhalte, ist also für Personen jeglichen Alters geeignet. Einzelne unhöfliche Ausdrücke dürfen nur vorkommen, sofern sie Teil der auch gegenüber Kindern verwendeten Alltagssprache sind, und Gewalt darf nur in minimalem Umfang dargestellt werden. Schwere Schimpfwörter, Nacktheit, sexuelle Aktivitäten und Drogenkonsum dürfen in keiner Weise vorkommen. Inhaltlich entspricht diese Bewertung dem deutschen „Freigegeben ohne Altersbeschränkung“.
PG (Parental Guidance Suggested – Some Material May Not Be Suitable For Children):

Diese Einstufung empfiehlt eine vorherige Begutachtung oder die Begleitung durch einen Elternteil bzw. einen Erwachsenen. Sie besagt, dass einige Inhalte für jüngere Kinder ungeeignet sein könnten, beispielsweise Schimpfwörter oder Andeutungen von Gewalt und Nacktheit. Sex oder Drogenkonsum dürfen jedoch nicht vorkommen. Die Bewertung mit PG ist nur eine Verhaltensempfehlung an die Eltern, sie bedeutet nicht, dass Kinder durch Kinobetreiber nicht zur Vorstellung zugelassen werden.
PG-13 (Parents Strongly Cautioned – Some Material May Be Inappropriate For Children Under 13):

Diese Einstufung ist eine deutliche Verschärfung der PG-Freigabe. Sie beinhaltet eine Warnung an die Eltern, genau zu prüfen, ob sie einem Kind unter 13 Jahren das Ansehen des Films erlauben, da einige Inhalte nach Ansicht der Bewerter für Kinder unterhalb dieses Alters ungeeignet sind. Alleine aufgrund seines Themas kann ein Film keine schärfere Bewertung als PG-13 erhalten, daher kann ein solcher Film Gewalt, Nacktheit, Sex, Vulgärsprache und Drogenkonsum enthalten. Die Abgrenzung zu den beiden noch schärferen Bewertungskategorien wird lediglich danach vorgenommen, in welcher Form und Intensität diese Inhalte dargestellt werden. Ein Film wird in der Regel mindestens mit PG-13 bewertet, sofern Drogenkonsum, ein schweres Schimpfwort oder Sex vorkommen. Auch diese Bewertung stellt jedoch, ebenso wie PG, lediglich eine Verhaltensempfehlung an die Sorgeberechtigten dar, keine Verpflichtung der Kinobetreiber, Kinder unterhalb eines Alters von 13 Jahren abzuweisen. Einige Kinobetreiber tun dies allerdings dennoch.
R (Restricted – Children Under 17 Require Accompanying Parent or Adult Guardian):

Ein mit dieser Bewertung versehener Film kann intensive Darstellungen von Sexualität, Gewalt oder Drogenkonsum enthalten. Eltern wird daher davon abgeraten, ihren Kindern den Besuch des Films zu erlauben. Ein Film, in welchem mehr als ein schweres sexualitätsbezogenes Schimpfwort oder Schimpfwörter in sexuellem Kontext verwendet werden, wird nach den Richtlinien der CARA in der Regel ebenfalls mit R bewertet. Gerade diese Regelung stößt immer wieder auf Kritik, da „Fuck“ als sexualitätsbezogenes Schimpfwort gilt und Filme, in denen das Wort mehr als einmal vorkommt, somit die Bewertung R erhalten, obwohl das Wort mittlerweile losgelöst von seinem sexuellen Bedeutungsgehalt Teil der amerikanischen Alltagssprache ist. Diese sogenannte „One-Fuck-Rule“ führt dazu, dass das Wort in Filmen häufig vermieden oder nur angedeutet wird, um die Bewertung PG-13 zu erhalten, was als realitätsfern kritisiert wird, da die allermeisten amerikanischen Jugendlichen das Wort kennen und verwenden. Mit Zweidrittelmehrheit der Bewerter kann jedoch ausnahmsweise auch bei mehr als einem sexualitätsbezogenen Schimpfwort von der Bewertung mit R abgesehen werden. Das R-Rating stellt ein tatsächliches Verbot dar, Kindern und Jugendlichen unter 17 Jahren ohne Begleitung eines Elternteils oder Erwachsenen Zutritt zum Film zu gewähren. Zwar gilt nach der Definition dieser Bewertungskategorie keine Altersbeschränkung, sofern sich ein Kind in Begleitung seiner Eltern befindet, doch wird jüngeren Kindern in der Regel auch in Begleitung eines Erwachsenen der Zutritt zur Vorstellung verwehrt.
NC-17 (No One 17 or Under Admitted, früher: No Children 17 and Under Admitted):

Der Film ist nur für Erwachsene geeignet. Kindern und Jugendlichen bis einschließlich 17 Jahren ist daher der Zutritt zu einem so bewerteten Film untersagt, der Film ist also erst ab 18 Jahren zugänglich. Gründe für die Bewertung NC-17 können exzessive, detailreiche Gewaltdarstellung sowie die Darstellung schweren Drogenmissbrauchs oder psychisch verstörenden Verhaltens sein, häufig sind es jedoch als „pornografisch“ interpretierte Darstellungen.
Nicht von der MPA geprüfte Filme oder Filmfassungen werden als „Unrated“ (Unrated Edition oder ähnlich) bezeichnet.

### Änderungen seit 1968
Die ursprünglichen Namen der Bewertungskategorien waren „G“, „M“, „R“ und „X“, die Kategorie „M“ wurde jedoch bald in „PG“ umbenannt. Im Laufe der Zeit wurde deutlich, dass der Sprung zwischen den Bewertungen „PG“ und „R“ zu groß war, sodass 1984 die dazwischenliegende Stufe „PG-13“ eingeführt wurde. Zudem wurde 1990 die Bewertung „X“ in „NC-17“ umbenannt, da „X-Rated“ im Laufe der Zeit zu einem umgangssprachlichen Synonym für Pornofilme geworden war.

### Unterschied zur FSK
Die Bewertungen sind inhaltlich, das heißt hinsichtlich der angewandten Kriterien, grob vergleichbar mit den deutschen Altersfreigaben ab 0, 6, 12, 16 oder 18 Jahren. Allerdings unterscheiden sie sich insofern von den deutschen FSK-Freigaben, als mit Ausnahme der NC-17-Filme alle Filme grundsätzlich von Kindern und Jugendlichen jeglichen Alters gesehen werden dürfen. Es wird höchstens die Begleitung durch Erwachsene vorgeschrieben (R) oder empfohlen (PG, PG-13).
Eine Altersfreigabe ist in den USA nicht per Gesetz vorgeschrieben. Allerdings führt ökonomischer Druck zur Veröffentlichung der meisten Filme im Kino mit „R“ oder niedriger, da ungeprüfte oder „NC-17“-Filme nur von wenigen Kinos gezeigt und von vielen Medien nicht beworben werden. Auf VHS oder DVD hingegen ist eine ungeprüfte Veröffentlichung normal und unterliegt keinerlei Werbe- oder Handelsbeschränkungen.
Im Vergleich zu Deutschland führen aufgrund unterschiedlicher Moralvorstellungen Schimpfwörter, Nacktheit und Sex schneller zu Einschränkungen der Freigabe, während Gewaltdarstellungen tendenziell weniger streng als nach den FSK-Regeln beurteilt werden.

### Zertifikatsnummer
In amerikanischen Produktionen oder von der MPA zertifizierten ausländischen Filmen, die zunächst fürs Kino vorgesehen sind, findet sich eine Zertifizierungsnummer der MPA. Bis Mitte der 1970er-Jahre war diese Nummer jeweils in der Titelsequenz zu sehen und wurde später danach in den Abspann verlegt. Diese wird fortlaufend vergeben und lag im Dezember 2017 bei 51222 (Star Wars: Die letzten Jedi). Das erste Zertifikat bekam 1934 der Film Die Welt geht weiter (The World Moves On) von John Ford; damals wurde noch vom „PCA Code“ gesprochen (Production Code of America, siehe Hays Code), und es gab nur die beiden Möglichkeiten „approved“ (freigegeben) oder „not approved“ (nicht freigegeben). Während die Zertifizierungsnummer in den Credits genannt ist, wird die schließlich erfolgte Altersfreigabe nicht erwähnt. Wenn es unterschiedliche Schnittfassungen gibt, erhalten Filme unter Umständen auch mehrere Freigaben: so ist Der Herr der Ringe: Die zwei Türme mit den Zertifikaten Nr. 39418 (Kinofassung) und 39783 (Special Extended Version) freigegeben.
Die Zertifizierung gilt auch für Kurz- oder Zeichentrickfilme. So sind beispielsweise die Warner-Cartoons aus den 1940er-Jahren einzeln zertifiziert.

### Werbung für Filme
Die MPA begutachtet nicht nur Filme selbst, sondern auch jegliche Art von Werbung für Filme, die von der CARA bewertet wurden. Dafür ist allerdings nicht die CARA zuständig, sondern die MPA Advertising Administration. Jährlich werden über 60.000 Werbemittel bewertet, unter anderem Fernseh- und Radiowerbespots, online oder im Kino gezeigte Vorschaufilme, Zeitungsanzeigen, Pressemappen, Plakate und sonstige Reklameflächen. Beispielsweise wird zu Beginn eines amerikanischen Vorschaufilms in weißer Schrift auf grünem Grund (bei „restricted“ auf rotem Grund) der folgende Satz angezeigt:

“The following preview has been approved for

all / appropriate / restricted audiences

by the Motion Picture Association of America, Inc.”

„Diese Vorschau wurde von der MPA  zugelassen für 

alle / passendes / bestimmtes Publikum“

Das Bewertungsverfahren für Filmwerbung ist allerdings weniger standardisiert als dasjenige für Filme. Auch wird auf vielfältigere Maßnahmen zurückgegriffen, beispielsweise Auflagen hinsichtlich der Verbreitung von Werbung nur auf bestimmten Fernsehsendern, nur zu bestimmten Uhrzeiten oder unter Auslassung bestimmter Filmausschnitte, auf Internetseiten mit Zugangsberechtigung nur für Erwachsene und nur in bestimmten Zeitschriften. Insgesamt sucht die MPA in Zusammenarbeit mit den bewerbenden Filmproduzenten einen Mittelweg zwischen der Möglichkeit effektiver Werbung und dem Jugendschutz.

## Verweise
- Offizieller Netzauftritt der MPA (englisch)
- Offizielle Website der CARA (englisch)
- Classification and Rating Rules, aktuelle Fassung (Stand 2019) von 2010 (PDF, englisch, 196 KB)
- Advertising Administration Rules, aktuelle Fassung (Stand 2019) von 2014 (PDF, englisch, 1,23 MB)
- umfangreiche Liste der Zertifikatsnummern,  jetzt verfügbar hier
- Die 50 000 Film-Challenge Diskussion mit sehr vielen aktuelleren Zertifikatsnummern